# Macrolininae
Macrolininaees una subfamilia de coleópteros polífagos perteneciente a la familia Passalidae.

## Géneros
- Aceraius
- Didimus
- Epishenus
- Mastochilus